# Subventionsmissbruk
Subventionsmissbruk är ett brott som straffbelägger den som använder ett EU-bidrag på ett sätt som avviker från det ändamål för vilket det beviljats.
Den som, i strid med föreskrifter eller villkor, använder ett bidrag eller utnyttjar en förmån som finansieras över eller på annat sätt påverkar EU:s budgetar för ett annat ändamål än det som bidraget eller förmånen har beviljats för, döms för subventionsmissbruk till böter eller fängelse i högst två år.
Straffmaximum är detsamma som vid bedrägeri. I ringa fall ska inte dömas till ansvar.
Sedan 2018 finns det även ett grovt subventionsmissbruk definierat i lagen.
Sverige tillträdde 1999 K.3-konventionen om skydd av EG:s finansiella intressen. Svensk straffbeläggning blev en direkt följd av tillträdet.
Som brott bedöms sådana fall där medel har betalats ut enligt en korrekt ansökan och utan att något bedrägligt uppsåt har förelegat vid ansöknings- eller utbetalningstidpunkten men där bidragstagaren, sedan vederbörande har tagit emot pengarna, använder medlen för ett annat ändamål än det som ansökan avsåg.
I de situationer där en redovisningsskyldighet har ålagts bidragstagare skulle gärningen vara kriminaliserad i svensk rätt som förskingring. Det vanligaste är dock att den som får ett bidrag inte avkrävs någon redovisning, som förutsätts för förskingsringsansvar. Dessa fall, som alltså inte skulle kunna bestraffas som förskingring, tycktes inte vara belagda med straff i den svenska rätten. 
Tillträdet av konventionen innebar således en skyldighet för Sverige att tillse att förfaranden av detta slag är kriminaliserade. Åtagandet inskränker sig till oegentligheter med dåvarande EG-relaterade bidrag. Rent nationella stödsystem faller utanför konventionens tillämpningsområde.
Sedan den 6 juli 2019 är konventionen ersatt av ett EU-direktiv.